# ژولیا پریرا ده سوزا مابیلو
ژولیا پریرا ده سوزا مابیلو (فرانسوی: Julia Pereira de Sousa Mabileau‎؛ زادهٔ ۲۰ سپتامبر ۲۰۰۱) اسنوبردسوار اهل فرانسه است.
وی در مسابقات کشوری و بین‌المللی در مجموع برندهٔ ۱ مدال نقره شده‌است.